# Zygmunt Antoni Piotrowski
Zygmunt Antoni Piotrowski (ur. 18 kwietnia 1904 w Poznaniu, zm. 27 listopada 1985 w Filadelfii) – polsko-amerykański psycholog, profesor Hahnemann University Hospital w Filadelfii.

## Życiorys
Syn Edmunda i Salomei z domu Jankowskiej. Ukończył Gimnazjum Marii Magdaleny w Poznaniu w 1923. Następnie studiował na Uniwersytecie w Poznaniu, w 1927 uzyskał tytuł doktora na podstawie rozprawy o percepcji czasu pod kierunkiem Stefana Błachowskiego. od 1927 do 1928 był starszym asystentem w zakładzie psychologii Uniwersytetu w Poznaniu. Od 1930 do 1931 asystent w wydziale psychologii New York State Psychiatric Institute, od 1931 do 1943 instruktor w Columbia University Medical School. Zajmował się psychologią doświadczalną, badaniami osobowości przy użyciu testu Rorschacha i testu apercepcji tematycznej. Należał do Polskiego Towarzystwa Naukowego na Obczyźnie.
Zgodnie z ostatnią wolą został pochowany w Poznaniu, na cmentarzu Górczyńskim.

## Wybrane prace
- W sprawie matematycznej miary inteligencji. „Kwartalnik Psychologiczny”. 5 (1/4), s. 383–393, 1934.
- Objective Signs of Invalidity of Stanford-Binet tests. „Psychiatric Quarterly”. 11 (4), s. 623–636, 1937. DOI: 10.1007/BF01562886.
- The methodological aspects of the Rorschach Personality Method. Kwartalnik Psychologiczny 9, 1937
- The Rorschach Inkblot Method in Organic Disturbances of the Central Nervous System. „Journal of Nervous and Mental Diseases”. 86 (5), 1937.brak numeru strony
- Rorschach Studies of Cases with Lesions of the Frontal Lobes. „British Journal of Medical Psychology”. 17, 1937.brak numeru strony
- The prognostic possibilities of the Rorschach method in insulin treatment. „Psychiatric Quarterly”. 12 (4), s. 679–689, 1938. DOI: 10.1007/BF01562827.
- A Rorschach blind analysis of a compulsive neurotic. „Kwartalnik Psychologiczny”. 11, 1939.brak numeru strony
- Rorschach Manifestations of improvement in Insulin Treated Schizophrenics. „Psychosomatic Medicine”. 1, 1939.brak numeru strony
- The Rorschach Method as a Prognostic Aid in the Insulin Shock Treatment of Schizophrenics. „Psychiatric Quarterly”. 15 (4), s. 807–822, 1941.
- The Modifiability of Personality as Revealed by the Rorschach Method. „Rorschach Research Exchange”. 6, 1942.brak numeru strony
- Perceptanalysis: a Fundamentally Reworked, Expanded, and Systematized Rorschach Method. Macmillan, 1957
- The Piotrowski dream interpretation system. „Psychiatric Quarterly”. 47 (4), s. 609–622, 1973. DOI: 10.1007/BF01572017.
- Perceptanaliza: zmodyfikowane, poszerzone i usystematyzowane opracowanie metody Rorschacha. Polskie Towarzystwo Higieny Psychicznej, 1991